# Iona Jakir
Iona Emmanuiłowicz Jakir (ros. Иона Эммануилович Якир, ur. 3 sierpnia?/15 sierpnia 1896 w Kiszyniowie, zm. 12 czerwca 1937 w Moskwie) – radziecki wojskowy, uczestnik wojny domowej w Rosji i wojny polsko-bolszewickiej, komandarm I rangi Armii Czerwonej, ojciec Piotra Jakira.

## Życiorys

### Dzieciństwo i wczesna młodość
Pochodził z rodziny żydowskiej z Kiszyniowa; jego ojciec był aptekarzem. Ukończył szkołę realną Karczewskiego w rodzinnym Kiszyniowie. W 1914 r. podjął studia w zakresie chemii na uniwersytecie w Bazylei, które kontynuował na politechnice w Charkowie do roku 1915 (musiał wrócić do Rosji z powodu wybuchu I wojny światowej). Następnie pracował jako tokarz w fabryce zbrojeniowej w Odessie (w zastępstwie za obowiązkową służbę wojskową). We frakcji bolszewickiej Socjaldemokratycznej Partii Robotniczej Rosji działał od kwietnia 1917 r. Po rewolucji lutowej i obaleniu caratu prowadził agitację antywojenną wśród żołnierzy 5 Zaamurskiego pułku przebywającego w Kiszyniowie.

### Rewolucja iwojna domowa w Rosji
Po przewrocie bolszewickim (rewolucji październikowej) został w grudniu 1917 r. wybrany członkiem Rady robotniczej i żołnierskiej guberni besarabskiej, członkiem komitetu gubernialnego SDPRR(b) i członkiem besarabskiego komitetu rewolucyjnego. Na czele oddziału Czerwonej Gwardii w styczniu 1918 r. brał udział w walkach w Kiszyniowie między besarabskimi bolszewikami i ich zwolennikami a interweniującymi wojskami rumuńskimi. Po klęsce bolszewików w Kiszyniowie dowodził oddziałem czerwonych w Tyraspolu, walcząc z wojskami austro-węgierskimi i wycofując się dalej na wschód. W marcu tego samego roku został ranny pod Jekaterynosławiem.
Po powrocie do czynnej służby został wybrany członkiem partyjnego komitetu gubernialnego w Woroneżu oraz wyznaczony najpierw na komisarza odcinka poworińskiego (lipiec 1918 r.), następnie we wrześniu 1918 r. na komisarza południowego odcinka oddziałów osłony. Uczestniczył w walkach z białymi Kozakami dońskimi Piotra Krasnowa. Od października 1918 r. był członkiem rady rewolucyjno-wojskowej 8 Armii, dowodził grupą wojsk w rejonie Ostrogożska i Lisków, na odcinku frontu, gdzie biali najbardziej zbliżyli się do mającego istotne znaczenie strategiczne Woroneża. Za odniesione w grudniu 1918 r. sukcesy został odznaczony po raz pierwszy orderem Czerwonego Sztandaru. Uczestniczył w przeprowadzaniu represji wymierzonych w Kozaków dońskich (rozkozaczanie) zadekretowanych przez Komitet Centralny WKP (b).
W czerwcu 1919 r. został dowódcą nowo sformowanej w rejonie Odessy 45 dywizji strzeleckiej. Od sierpnia do października 1919 r. dowodził Południową Grupą Wojsk 12 Armii, złożoną z 45, 47 i 58 dywizji. W obliczu fatalnego stanu dyscypliny w grupie wojsk, zwłaszcza w 58 dywizji, po zajęciu przez Siły Zbrojne Południa Rosji Chersonia i Mikołajowa w sierpniu 1919 r. zrezygnował z obrony Odessy przed dużo słabszymi liczebnie (mającymi jednak wsparcie grupy okrętów) oddziałami białych. Rada rewolucyjno-wojskowa Grupy Południowej uznała, że przy posiadanych siłach niemożliwe będzie równoczesne toczenie walk przeciwko białym, chłopskim powstańcom w regionie odeskim, Armii Czynnej URL, a potencjalnie także interwencji rumuńskiej od strony Besarabii. Odessa została zajęta przez białych 24 sierpnia. Grupa Południowa pod dowództwem Jakira, okrążona przez różnych przeciwników, w trzytygodniowym marszu we wrześniu 1919 r. przemieściła się z rejonu Birzuli i Golty w kierunku Żytomierza oraz Kijowa. Za te działania Iona Jakir otrzymał po raz drugi order Czerwonego Sztandaru.
Od listopada 1919 r. do kwietnia 1920 roku następnego ponownie był dowódcą 45 Dywizji Strzeleckiej. Od marca do września 1920 r., w czasie wojny polsko-bolszewickiej, dowodził kolejno Fastowską, Złoczowską i Lwowską Grupą Wojsk Frontu Południowo-Zachodniego (w polskiej historiografii grupa Jony Jakira), a ostatecznie 14 armią. Podczas kontrofensywy, jaka nastąpiła po polskiej wyprawie kijowskiej, dowodził dywizją w bitwach pod Płoskirowem i Wołoczyskami. W 1920 r. został odznaczony orderem Czerwonego Sztandaru po raz trzeci.

### Dalsza służba w Armii Czerwonej

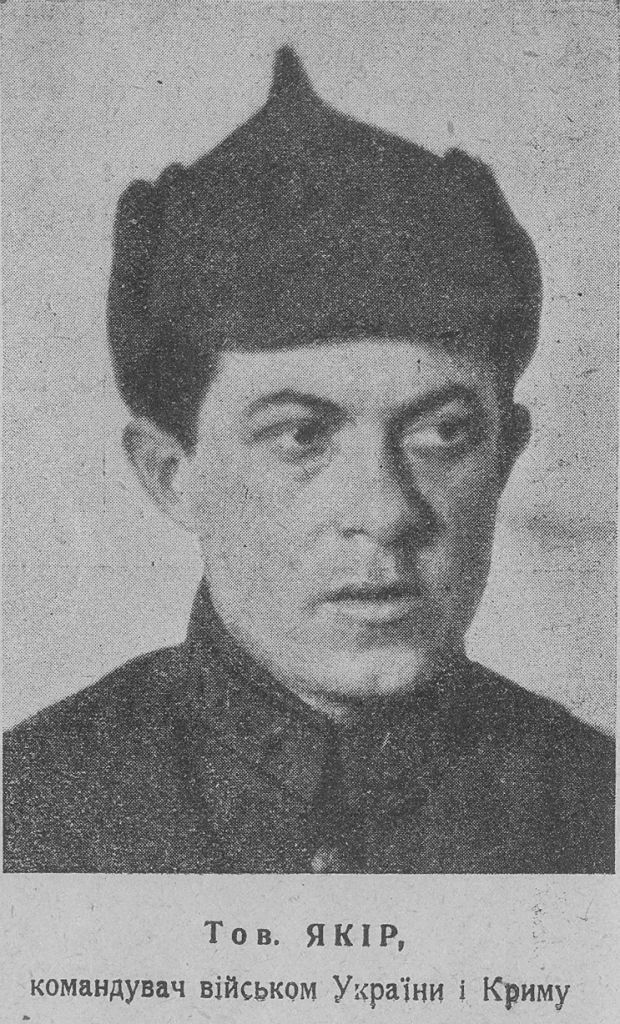
Iona Jakir jako dowódca sił zbrojnych Ukrainy i Krymu

W latach 1921–1923 dowodził wojskami Rejonu Krymskiego Kijowskiego Okręgu Wojskowego. Początkowo był dowódcą i komisarzem 3 Kazańskiej dywizji strzeleckiej, zaś od września 1923 r. był dowódcą i komisarzem 14 korpusu strzeleckiego, zaś w grudniu tego samego roku został dowódcą sił zbrojnych Ukrainy i Krymu. Brał udział w przygotowaniu działań przeciwko ukraińskiemu wypadowi pod dowództwem gen. Jurka Tiutiunnyka z terytorium Rumunii i Polski w 1921 r. W latach 1924–1925 był szefem Głównego Zarządu Uczelni Wojskowych Armii Czerwonej (RKKA). Od listopada 1925 do maja 1937 r. był dowódcą Ukraińskiego, a później Kijowskiego Okręgu Wojskowego. W latach 1927–1928 studiował na niemieckiej Wyższej Akademii Sztabu Generalnego, gdzie wystąpił również z wykładami nt. wojny domowej w Rosji.
W latach 1930–1934 był członkiem Rewolucyjnej Rady Wojennej ZSRR, a od 1936 r. – członkiem Rady Wojskowej Ludowego Komisariatu Obrony ZSRR. Delegat X, XI i XII zjazdu RPK(b) oraz XIV-XVII zjazdu WKP(b). W 1930 r. został kandydatem na członka KC, zaś cztery lata później – członkiem KC WKP(b). Był członkiem Centralnego Komitetu Wykonawczego (CIK ZSRR), zasiadał także w Biurze Politycznym Komunistycznej Partii (bolszewików) Ukrainy.
W 1935 r. był jednym z pierwszych radzieckich dowódców, którym nadano stopień komandarma I rangi. Brał znaczący udział w przeprowadzeniu manewrów Armii Czerwonej w 1935 i w 1936 r.

### Aresztowanie, proces i śmierć
W okresie wielkiej czystki 28 maja 1937 r. został aresztowany przez NKWD. Jakir został wezwany przez komisarza obrony ZSRR Klimienta Woroszyłowa do Moskwy, jednak nigdy tam nie dotarł - aresztowano go w drodze w pociągu służbowym na stacji w Briańsku. Kilka dni przed aresztowaniem został odwołany z funkcji dowódcy Kijowskiego Okręgu Wojskowego i mianowany dowódcą okręgu Leningradzkiego, a następnie Zakaukaskiego. 31 maja usunięto go z wojska, zaś dzień później także z partii.
Poddany brutalnemu śledztwu, przyznał się do prowadzenia w Armii Czerwonej działalności kontrrewolucyjnej, dążenia do restauracji kapitalizmu z pomocą Niemiec i Japonii, szkodnictwa w zakresie produkcji i magazynowania broni oraz techniki wojskowej, szpiegostwa i wydania tajemnicy wojskowej. Został również obciążony wymuszonymi zeznaniami aresztowanego jeszcze przed nim dowódcy 8 Samodzielnej Brygady Zmechanizowanej komkora Dmitrija Szmidta, o którego zwolnienie bez powodzenia się starał wiosną 1937 r. Z kolei wymuszone zeznania Jakira ze śledztwa stały się jedną z podstaw do oskarżenia o działalność antyradziecką Wsewołoda Bałyckiego, ludowego komisarza spraw wewnętrznych Ukraińskiej SRR, aresztowanego w lipcu 1937 r. Bałycki, również poddany brutalnemu śledztwu, zeznał w lipcu 1937 r. (a więc już po śmierci Jakira), jakoby obaj tworzyli ukraińskie centrum ogólnowojskowego spisku antyradzieckiego. Po aresztowaniu Jakira w Kijowskim Okręgu Wojskowym nastąpiła cała seria zatrzymań dowódców i oficerów politycznych wysokich stopni. W żadnym okręgu wojskowym ZSRR nie dokonano wówczas tak dużej liczby aresztowań.
11 czerwca 1937 r. Iona Jakir został postawiony przed Sądowym Trybunałem Specjalnym Sądu Najwyższego ZSRR, pod przewodnictwem Wasilija Ulricha, razem z siedmioma innymi dowódcami: Michaiłem Tuchaczewskim, Robertem Ejdemanem, Augustem Korkiem, Witowtem Putną, Witalijem Primakowem, Borisem Feldmanem oraz Ijeronimem Uborewiczem (tzw. sprawa Tuchaczewskiego). Z zarzutu o udział w spisku wojskowym w Armii Czerwonej i przygotowaniach do obalenia władzy sowieckiej poprzez powstanie zbrojne i klęskę ZSRR w przyszłej wojnie (z art. 58 radzieckiego kodeksu karnego) wszyscy zostali skazani na śmierć. Został rozstrzelany następnego dnia. Ciało skremowano w krematorium na Cmentarzu Dońskim, prochy pochowano anonimowo (ob. mogiła zbiorowa nr 1). Proces pokazowy Tuchaczewskiego, Jakira i pozostałych dowódców wywarł ogromne wrażenie w całym ZSRR, gdyż straceni oficerowie należeli do czołowych dowódców Armii Czerwonej, najsłynniejszych czerwonych dowódców okresu wojny domowej. Był to początek wielkiej czystki w Armii Czerwonej.
Zrehabilitowany 31 stycznia 1957 postanowieniem Kolegium Wojskowego SN ZSRR.

## Rodzina
Żonaty z Sarrą zd. Ortenberg, miał z nią syna Piotra. Po jego aresztowaniu jego żona wyrzekła się go najpierw publicznie, na łamach „Prawdy”, a następnie w prywatnym liście do komisarza obrony Klimienta Woroszyłowa. Po rehabilitacji Iony Jakira Sarra Jakir przekonywała, że działała w celu ratowania życia syna. 14-letni w momencie aresztowania ojca Piotr Jakir został oskarżony o zorganizowanie „bandy kawaleryjskiej w celu działania na tyłach Armii Czerwonej” i propagowania idei anarchistycznych wśród kolegów, za co skazano go na karę łagru. W obozach przebywał 17 lat. Represjom poddano również rodzeństwo Jakira: w 1937 r. aresztowano i rozstrzelano jego brata Morisa, również oficera Armii Czerwonej, zaś jego siostrę Izabiełłę, służącą w czasie wojny domowej jako komisarz polityczna, skazano na osiem lat łagru.